# Marozawa (rejon orszański)
Marozawa (biał. Марозава; ros. Морозово, Morozowo) – wieś na Białorusi, w obwodzie witebskim, w rejonie orszańskim, w sielsowiecie Babiniczy.